# ایالات متحده آمریکا در المپیک تابستانی ۱۹۰۸
در بازی‌های المپیک تابستانی ۱۹۰۸ که در شهر لندن بریتانیای کبیر برگزار شد، کاروان ایالات متحده آمریکا با ۱۲۲ ورزشکار در این رقابت‌ها شرکت و موفق به کسب ۴۷ مدال (۲۳ طلا، ۱۲ نقره، ۱۲ برنز) شد. در جدول رتبه‌بندی توزیع مدال‌ها، ایالات متحده آمریکا در ردهٔ ۲ مسابقات قرار گرفت.